# Walter McGrail
Walter McGrail (* 19. Oktober 1888 in Brooklyn, New York; † 19. März 1970 in San Francisco, Kalifornien) war ein US-amerikanischer Filmschauspieler.

## Leben
Walter McGrail kam frühzeitig zum Film und agierte spätestens nach 1915 in führenden Filmrollen. In der Anfangsphase seiner Karriere wurde McGrail vorwiegend als Typ besetzt, er verkörperte oft anmaßende Wohlstandssprößlinge. In den 1920er Jahren entwickelte er sich zum Charakterdarsteller. Allerdings wurde der dunkelhaarige Darsteller weiterhin oft im Rollenfach eingesetzt und stellte vielfach den Latino dar, den Lateinamerikaner oder Südeuropäer – mal gut, mal böse. In der Tonfilmära wurde McGrail vorwiegend auf den Status des Nebenrollendarstellers zurückgedrängt. Als solcher agierte er beispielsweise 1936 bzw. 1939/40 in mehreren Klassikern des Filmgenres: den Western Der Held der Prärie von Cecil B. DeMille und Ringo von John Ford sowie dem Drama Früchte des Zorns, ebenfalls von John Ford, und der W.C. Fields Komödie Mein kleiner Gockel.
Bevor er sich vom Film zurückzog, hatte McGrail noch mehrere Gastauftritte in Fernsehserien, zuletzt 1953 in einer Cisco-Kid-Folge, einer Neuverfilmung des klassischen Western-Serials.

## Filmografie
- 1916: The Road of Many Turnings
- 1919: The Country Cousin
- 1923: Der Hund von Karibu (Where the North Begins)
- 1923: Flammende Jugend (Flaming Youth)
- 1923: Pancho Lopez, der Bandit (The Bad Man)
- 1924: Unguarded Women
- 1926: Der Deserteur (Across the Pacific)
- 1927: Die letzten Tage von San Francisco (Old San Francisco)
- 1927: Was eine schöne Frau begehrt (The American Beauty)
- 1930: U 13 / Der Untergang der US 13 (Man Without Women)
- 1931: Night Nurse
- 1931: Unter der See (Seas Beneath)
- 1932: Union Depot
- 1932: Die Sklavin der schwarzen Geier (Robbers’ Roost)
- 1934: Das Leben geht weiter (The World Moves On)
- 1935: Der gläserne Schlüssel (The Glass Key)
- 1936: Der Held der Prärie (The Plainsman)
- 1939: Ringo (Stagecoach)
- 1940: Früchte des Zorns (The Grapes of Wrath)
- 1940: Mein kleiner Gockel (My Little Chickadee)
- 1940: Die Rache der kupfernen Schlange (Mysterious Doctor Satan)
- 1942: Fuzzy jagt sich selbst (Billy the Kid Trapped)
- 1950: Mein Leben gehört mir (A Life of Her Own)
- 1951: Hochzeitsparade (Here Comes the Groom)